# Лущево
Лущево — деревня в Устьянском районе Архангельской области.

## География
Находится в южной части Архангельской области на расстоянии приблизительно 82 км на восток по прямой от административного центра района поселка Октябрьский на левом берегу речки Кизема.

## История
Деревня была отмечена только уже в 1939 году в составе Дмитриевского сельсовета Черевковского района. До 2022 года входила в Дмитриевское сельское поселение до его упразднения.

## Население
Численность населения: 18 человек (русские 100 %) в 2002 году, 11 в 2010.